# Маладняк

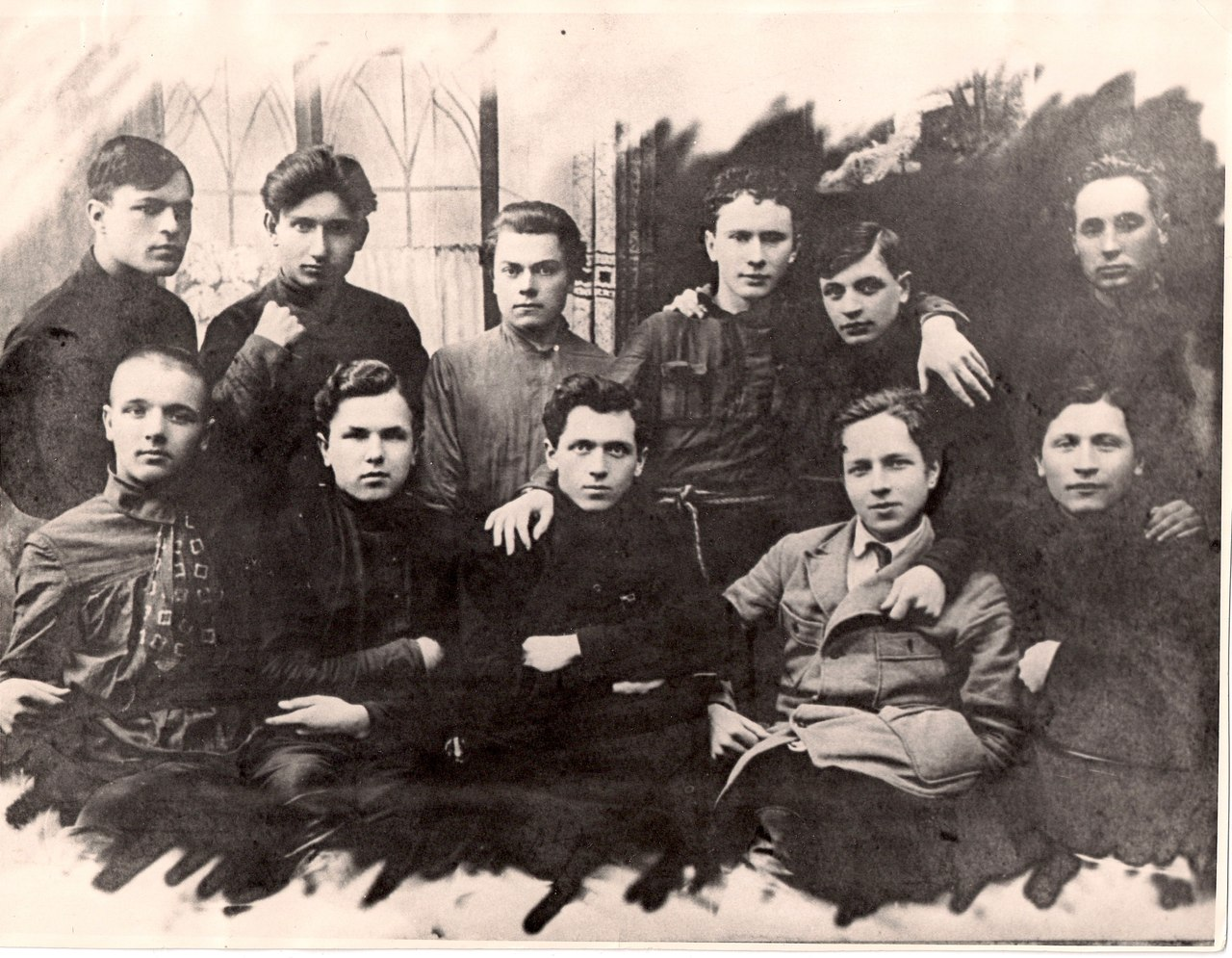
Члени літературного об'єднання «Маладняк» (Павлюк Трус стоїть третім ліворуч). 1924—1925

Усебілоруське об'єднання поетів і письменників «Маладняк» — об'єднання білоруських радянських письменників, яке існувало в 1923—1928 роках. Перше літературне об'єднання в Білорусі.

## Діяльність
Відділення «Маладняка» існували по всій Білорусі, а також у Латвії, Росії та Чехії. До складу об'єднання входили національні секції російських, польських, єврейських, литовських письменників. У вересні 1925 року в Білорусі налічувалося 507 членів об'єднання.
Центральними друкованими органами були журнал «Маладняк», газета «Советская Белоруссия», місцеві видання філій. З травня 1925 року об'єднання видавало на свої кошти бібліотеку («книжниці») — невеликі збірники творів своїх друзів. Протягом 1924—1925 рр.. було видано близько 60 збірок віршів і прози, більше 20 номерів журналу «Маладняк».
У листопаді 1928 року «Маладняк» було реорганізовано у Білоруську асоціацію пролетарських письменників (БелАПП). У 1930-і роки більшість «маладняковців» були репресовані.